# Ревякино (посёлок, Ясногорский район)
 Ревякино  — посёлок (в 1961—2014 гг. — посёлок городского типа)  в Ясногорском районе Тульской области России.
В рамках административно-территориального устройства относится к Ревякинской сельской территории Ясногорского района, в рамках организации местного самоуправления является административным центром Ревякинского сельского поселения.

## География
Расположен в 20 км к северу от Тулы и в 13 км к югу от райцентра, города Ясногорск.

## История
В переписях упоминается с 16 века, числится в составе Тульского уезда. До середины 18 в. принадлежало вместе с соседними селениями старинному дворянскому роду Даниловых.
Село (сейчас пос. Ревякино) располагается справа от дороги из Тулы в Москву и в 3 верстах от Московско-Курской ж/д (см. карту). Отстоит в 17 верстах от Тулы. В писцовой книге 1587-1589 гг. упоминается как деревня, в писцовой книге 1628-1633 гг. – как «пустошь, что была дер. Ревякино на реч. Каменке», в писцовой книге 1678 г. как сельцо Ревякино Нюховского стана.
В 1857 г. в селе при пруде проживало 244 чел., по подворной переписи 1910-12 гг. в этом селе Севрюковской волости было 55 дворов и 326 чел. В настоящее время деревня Ревякино входит в состав сельского поселения Архангельское Ясногорского района.
Каменный Успенский храм в селе был уже в 1741 г.
В 1857-1916 гг. в приход храма кроме села входили селения:
 с-цо Байдики (Лосково, Попово) в писцовых книгах 1628-1678 гг. упоминается как «дер.
Байдикова» Нюховского стана, принадлежащая помещикам Мясновым. В 1857 г. в сельце при
колодце, называвшемся Большой Лозг-Попово, проживало 33 чел., по подворной переписи 1910-
12 гг. в сельце Лосково (Попово, Байдики) Севрюковской волости было 8 дворов и 49 чел. В
настоящее время деревня Средние Байдики входит в состав сельского поселения Архангельское
Ясногорского района;
 дер. (с-цо) Бяково (в 5 вер.) при реч. Коптевка, в 1857 г. в деревне проживало 118 чел., по
подворной переписи 1910-12 гг. в этом сельце Севрюковской волости было 39 дворов и 215 чел. В
настоящее время деревня Бяково входит в состав сельского поселения Архангельское
Ясногорского района;
 с-цо Грызлово (в 1,5 вер.) в писцовых книгах 1587-1633 гг. упоминается как «село Грызлово»
с Николаевской деревянной церковью, а в писцовых книгах 1646-1678 гг. это уже сельцо
Нюховского стана помещиков Даниловых. В 1857 г. в сельце при пруде проживало 94 чел., по
подворной переписи 1910-12 гг. в этом сельце Севрюковской волости было 23 двора и 123 чел. В
настоящее время деревня Грызлово входит в состав сельского поселения Архангельское
Ясногорского района;
 с-цо Желыбино (в 4 вер.) в писцовой книге 1628-1633 гг. упоминается как «пустошь, что
была дер. Желыбина» Нюховского стана, принадлежащая помещику Данилову. В 1857 г. в сельце
при пруде проживало 49 чел., по подворной переписи 1910-12 гг. в сельце Желыбинка
Севрюковской волости было 11 дворов и 88 чел. В настоящее время деревня Желыбино входит в
состав сельского поселения Архангельское Ясногорского района;
 с-цо Нефёдово (в 2 вер.) в писцовой книге 1678 г. упоминается как «сельцо Нефёдово»
Нюховского стана, принадлежащее помещик Данилову. В 1857 г. в сельце при пруде проживало
157 чел., по подворной переписи 1910-12 гг. в этом сельце Севрюковской волости было 47 дворов
и 250 чел. В настоящее время это селение не существует;
 дер. Рассадня (в 3 вер.) входила в приход этого села ранее 1895-1916 гг., по Клировым
ведомостям 1915-16 гг. в ней было 24 двора и 193 чел. В настоящее время это селение не
существует;
 дер. (с-цо) Юрьево (Малые Байдики) (в 3 вер.), в 1857 г. в сельце при пруде проживало 170
чел., по подворной переписи 1910-12 гг. в этом сельце Севрюковской волости было 43 двора и 263
чел. В настоящее время деревня Малые Байдики входит в состав сельского поселения
Архангельское Ясногорского района.

Статус посёлка городского типа Ревякино приобрело в 1961 году. В 2014 году преобразовано в сельский населённый пункт.
С названием посёлка может быть связана фамилия героя войны, генерала Ревякина, Василия Андреевича (однако сам посёлок не был назван в его честь, название известно с 17 века).

## Население
| 1970  | 1979  | 1989  | 2002  | 2009  | 2010  | 2012  |
| ----- | ----- | ----- | ----- | ----- | ----- | ----- |
| 3339  | ↘3249 | ↘3159 | ↗3313 | ↘3289 | ↘2970 | ↗3006 |
| 2013  | 2014  | 2021  |       |       |       |       |
| ↘2963 | ↗2980 | ↗3423 |       |       |       |       |

Население — 3423 чел. (2021).

## Инфраструктура
Основное предприятие — металлопрокатный завод (производит металлопрокат, садово-огородный инструмент), ведущий свою историю от открытой в 1927 году артели по выпуску скобяных изделий.
Работает больница, средняя школа, гимназия, клуб. 

## Достопримечательности
В посёлке расположены братская могила, памятник В. И. Ленину.

## Транспорт
Железнодорожная станция Ревякино на линии Москва — Тула.